# Boroaia
Boroaia es una comuna ubicada en el distrito de Suceava, Rumania.

## Superficie
Posee una superficie de 73,65 kilómetros cuadrados.

## Demografía
Hasta 2021 la población era de 4383 habitantes, con una densidad de población de 59,51 habitantes por kilómetro cuadrado.